# Warstwa granitowa
Warstwa granitowa – w dawnym, uproszczonym podziale skorupy ziemskiej miała być to górna, zewnętrzna warstwa kompleksu krystalicznego skorupy, tworząca głównie kontynenty. Dawniej warstwę tę określano mianem sial (nazwa ta jest przestarzała).
Dokładniejsze badania sejsmiczne wykazały, że budowa skorupy kontynentalnej jest przeważnie trójdzielna, a bywa dużo bardziej skomplikowana. „Warstwa granitowa” odpowiada górnej skorupie kontynentalnej, tworzonej przez skały kwaśne takie jak granity, granitognejsy i gnejsy. Warstwę granitową od niższej warstwy bazaltowej oddzielać miała nieciągłość Conrada, która jest wykrywalna jako skok prędkości fal sejsmicznych, ale nie występuje globalnie.